# Second Hand Love
Second Hand Love è un film muto del 1923 diretto da William A. Wellman.

## Produzione
Il film fu prodotto dalla Fox Film Corporation.

## Distribuzione
Il copyright del film, richiesto dalla Fox Film Corp., fu registrato il 12 agosto 1923 con il numero LP19398. Distribuito dalla Fox Film Corporation e presentato da William Fox, il film uscì nelle sale cinematografiche statunitensi il 26 agosto 1923.
Non si conoscono copie ancora esistenti della pellicola che viene considerata presumibilmente perduta.